# لونسوگریفون، کبک
لونسوگریفون (به انگلیسی: L'Anse-au-Griffon) یک منطقهٔ مسکونی در کانادا است که در گاسپه، کبک واقع شده‌است.